# Мікроінтерваліка
Мікроінтерва́ліка (від грец. μιχρος — маленький і лат. intervallum), також мікрохрома́тика, мікрото́новість, мікрото́ніка (від  μικροτονική, що не має прямого стосунку до тоніки та означає лише вживання мікротонів, як діатоніка означає лише вживання тонів) і т.і. — звуковисотна система, де є інтервали менші за півтон — мікроінтервали. Висоти, що не збігаються із стандартно темперованими, є мікротонові, бо відрізняються від темперованих на мікроінтервали.
До мікроінтервалів відносяться, наприклад, 1/4 тону, 1/6 тону, коми: Піфагорова (бл.1/9 тону), Дідімова (1/10 тону), хрома (1/12 тону) а також складні інтервали (напр. 3/4 тону тощо).

## Присутність у музичних культурах
Мікроінтерваліка була властива музиці стародавньої Греції (т.зв. ен(г)армоніка (грец. εναρμονιον), поширена в музиці Індії (октава ділиться на 22 ступені — «шруті»), арабського макаму, азербайджанського мугаму, таджицького макому (шашмакому), індонезійського гамелану та більшості інших музичних культур. Нетемперовані семиступеневі лади властиві і українському (особливо західно-українському) фольклору. Так, наприклад, характеристика гуцулського ладу, як мінорного з підвищеною IV та VI ступенями є вельми приблизним наближенням народної практики до норм європейської професійної традиції.

## У європейській академічній музиці
Експерименти з використання мікроінтерваліки здійснювали музикознавці епохи Відродження — Маркетто Падуанський, Джон Хотбі, та Нікола Вичентино). Гійом Котле використовував 19-тоновий поділ октави («Chromatic Chanson», «Seigneur Dieu ta pitié», 1558).
Як професійна техніка композиції в Європі і США, мікроінтерваліка з'явилась у XX столітті. Мікротонові теорії (наприклад, І. Вишнеградський, А. Оголевца, А. Габи, А. Д. Фоккера тощо) не отримали широкого визнання в музичній науці і не були прийняті найбільшими композиторами XX століття[джерело?]. Музика Вічентіно, Вишнеградського, Габи, Х. Бадінгса, Г. Парча тощо зберігає статус екзотичного явища в історії так званої серйозної західної музики[джерело?].
Ширше і систематичне застосування мікроінтерваліка отримала в другій половині ХХ ст., що було пов'язано з розвитком сонористики (творчість В.Лютославського, К. Пендерецького цього періоду). В творчості радянських композиторів (А. Шнітке, С. Губайдуліна, Е. Денісов) 60-х — 90-х років, мікроінтерваліка використовується переважно як ладо-інтонаційний засіб; у спектральній музиці (французькі композитори — Жерар Грізе, Гюґ Дюфур, Трістан Мюрай та ін.) — основа «спектральної» (тобто побудованої на особливостях спектру звуку) гармонії тощо Мікротоновим за своєю сутністю був синтезатор АНС, сконструйований радянським інженером Є.Мурзіним в кінці 1960-х років. Приклади використання мікроінтерваліки можна знайти і в партитурах українських композиторів (В. Рунчак, А. Загайкевич та ін.)
Проте використання мікроінтерваліки пов'язане з цілою низкою проблем виконавського характеру (напр. на фортепіано та інших клавішних інструментах виконання мікроінтерваліки вимагає спеціального настроювання інструменту).

## Додаткова література
- Brainin, Valeri. Employment of Multicultural and Interdisciplinary Ideas in Ear Training («Microchromatic» Pitch. «Coloured» Pitch). // Proceedings: International Society for Music Education 28th World Conference, Bologna, 2008, p. 53-58, ISBN 978-0-9804560-2-8
- Haba, A. Neue Harmonielehre des diatonischen, chromatischen, viertel-, drittel-, sechstel- und zwölftel- Tonsystems. Leipzig, 1927.- 234 p.
- McroFest (2001). Biographies of Conference Participants (англійська) . Conference and Festival of Music in Alternate Tunings. Архів оригіналу за 22 травня 2014. Процитовано 4 листопада 2013.